# Landtags- und Gemeinderatswahl in Wien 1945
- KPÖ: 6
- SPÖ: 58
- ÖVP: 36

Die Landtags- und Gemeinderatswahl in Wien 1945 wurde am 25. November 1945 durchgeführt, am gleichen Tag wie die erste Nationalratswahl der Zweiten Republik, und war die erste Landtagswahl im Bundesland Wien nach dem Zweiten Weltkrieg. Die Sozialistische Partei Österreichs (SPÖ) erreichte dabei mit 57,2 % und 58 von 100 Mandaten die absolute Mehrheit. Den zweiten Platz belegte die neugegründete Österreichische Volkspartei (ÖVP), die 34,9 % und 36 Mandate erzielte. Zudem konnte die Kommunistische Partei Österreichs (KPÖ) mit 7,9 % und 6 Mandaten in den Landtag einziehen.
Der Wiener Landtag und Gemeinderat der 5. Wahlperiode konstituierte sich in der Folge am 13. Dezember 1945 bzw. 14. Februar 1946 und wählte am 13. Dezember 1945 Landesregierung und Stadtsenat Körner I zur neuen Wiener Landesregierung.

## Ergebnisse
| Wahlberechtigte                         | 925.891 | 925.891  | 925.891 |
| Wahlbeteiligung                         | 96,91 % | 96,91 %  | 96,91 % |
|                                         | Stimmen | %        | Mand.   |
| Abgegebene Stimmen                      | 897.275 |          |         |
| Ungültig                                | 8.270   | 0,92 %   |         |
| Gültig                                  | 889.005 | 99,08 %  |         |
| Partei                                  |         |          |         |
| Sozialistische Partei Österreichs (SPÖ) | 508.364 | 57,18 %  | 58      |
| Österreichische Volkspartei (ÖVP)       | 310.379 | 34,91 %  | 36      |
| Kommunistische Partei Österreichs (KPÖ) | 70.262  | 7,90 %   | 6       |
| Gesamt                                  | 889.005 | 100,00 % | 100     |